# Morophaga clonodes
Morophaga clonodes är en fjärilsart som beskrevs av Edward Meyrick 1893. Morophaga clonodes ingår i släktet Morophaga och familjen äkta malar. Inga underarter finns listade i Catalogue of Life.